# Oplegnathus robinsoni
Oplegnathus robinsoni är en fiskart som beskrevs av Regan, 1916. Oplegnathus robinsoni ingår i släktet Oplegnathus och familjen Oplegnathidae. Inga underarter finns listade i Catalogue of Life.